# Mycterodus anaticeps
Mycterodus anaticeps är en insektsart som beskrevs av Puton 1895. Mycterodus anaticeps ingår i släktet Mycterodus och familjen sköldstritar. Inga underarter finns listade i Catalogue of Life.